# KBS 뉴스 9 전북권
《KBS 뉴스 9 전북권》은 KBS 전주 1TV에서 매주 평일 오후 9시 30분, 주말 오후 9시 10분에 방송 중인 전북 지역 메인 뉴스 프로그램이다.

## 개요
KBS 전주 9시 뉴스로 읽는다.

## 앵커
| 대수 | 진행자 | 진행자 | 진행 기간                          | 비고                                      |
| 대수 | 남성   | 여성   | 진행 기간                          | 비고                                      |
| ---- | ------ | ------ | ---------------------------------- | ----------------------------------------- |
| 1대  | 박재홍 | 정현정 | 일자 미상 ~ 2014년 12월 31일       | [ 1 ] [ 2 ]                               |
| 2대  | 김종환 | 봉효정 | 2015년 1월 1일 ~ 2015년 8월 21일   | [ 3 ]                                     |
| 3대  | 박형규 | 봉효정 | 2015년 8월 24일 ~ 2016년 12월 30일 | [ 4 ] [ 5 ] [ 6 ]                         |
| 4대  | 김종환 | 봉효정 | 2017년 1월 2일 ~ 2017년 4월 24일   |                                           |
| 5대  | 김종환 | 정현정 | 2017년 4월 25일 ~ 2018년 4월 27일  | [ 7 ] [ 8 ] [ 9 ] [ 10 ]                  |
| 6대  | 김형철 | 봉효정 | 2018년 4월 30일 ~ 2019년 11월 1일  | [ 11 ] [ 12 ] [ 13 ] [ 14 ] [ 15 ] [ 16 ] |
| 7대  | 이지현 | 봉효정 | 2019년 11월 4일 ~ 2021년 9월 3일   | [ 17 ] [ 18 ] [ 19 ]                      |
| 8대  | 유진휘 | 봉효정 | 2021년 9월 6일 ~ 2022년 6월 17일   |                                           |
| 9대  | 김진현 | 봉효정 | 2022년 6월 19일 ~ 2022년 7월 1일   |                                           |
| 10대 | 빈칸   | 봉효정 | 2022년 7월 4일 ~ 2025년 1월 17일   | [ 21 ] [ 22 ] [ 23 ]                      |
| 11대 | 진서원 | 빈칸   | 2025년 1월 20일 ~ 2025년 7월 18일  | [ 24 ]                                    |
| 12대 | 박웅   | 빈칸   | 2025년 7월 21일 ~ 2025년 7월 25일  |                                           |
| 13대 | 정민   | 빈칸   | 2025년 7월 28일 ~ 현재             |                                           |

## 경쟁 프로그램
- MBC 뉴스데스크 전북권뉴스 (전주MBC TV)
- JTV 8 뉴스 (JTV TV)